# ミサイル7-7-6 D
ミサイル7-7-6 Dは、1996年5月に大同 (現:ビスティ) が発売した、センター役物のクルーンと複数のチューリップが搭載されたパチンコ機のシリーズ名。
ミサイル7-7-6 Dの1機種がある。

## 概要
3つ穴クルーンを搭載した普通機。ALL15という賞球数と3つのチューリップの連動で、一発台に比肩する出玉獲得が可能な機種として登場したのが本機である。
盤面中央に配置されている役物内部の3つ穴クルーンの中央手前の穴に入賞で大当たりとなり、最大で4000個前後の出玉を獲得することが可能である。
当時、店舗ごとで営業形態は異なっており、4000個前後で打ち止めとする店舗や、盤面左の抽選用デジタルを使い、持ち玉遊技や出玉の上乗せサービスを行う店舗など様々であった。
機種名については、スーパーコンビ登場以前に主に関西から中部地方で限定発売された前身機「ミサイルポピー」に由来している。

ミサイルの営業形態
- 1回交換
  - 大当り終了後交換

- 2回ワンセット
  - 大当り終了後、店員が入れてくれる（実質的な2回ワンセット）

- 定量制
  - 1回の大当りに対して特定の出玉を保障してくれる

- タイムサービス
  - 一部の時間のみ持ち玉遊技可能

大当りでまとまった出玉を獲得できるが、ホールによっては、5000個定量といったように、あらかじめ大当り1回に対して特定の出玉を保障してくれる営業形態もある。—『パチンコ必勝ガイド 1996 9･19号』p 10
クルーン役物の構造は、3つ穴の部分に転がる前に、前方•左側•後方•右側の4つのレールの一部、または全てを経由する仕組みである。前方と左側のレールは繋がっており、左側には溝がある。後方のレールには下向きの傾斜がつけられている。右側のレールがクルーンで玉を転がす役割を担っている。
3つ穴クルーンにもいくつか特徴がある。3つある穴の大きさは当たり穴とハズレ穴で異なり、当たり穴の方が大きい。また、クルーン中央には小さな突起がある。この突起があることで、後ろから戻ってくる玉は当たり穴には入りづらい。
クルーン内の当たり穴への入賞パターンは、主に役物内の右側のレールからクルーンへと玉が入るパターンで、クルーン内を玉が転がることが多く、ほとんどの場合が手前中央の当たり穴へと玉が導かれる。右側のレールから玉が入った場合でも、勢いが強いとレールを飛び出したり、クルーンの淵に乗り上げたりして転がらないこともある。前方のレールからクルーンに落下することもあるが、この場合は玉はほとんど転がらず、左か右のハズレ穴へと向かいやすく手前の当たり穴には入りづらい。後方のレールからクルーンに落下するパターンもあり、この場合はクルーン内を玉が転がることもあるので前方のレールから落下するよりは当たり穴に入る可能性は高いが、左右のハズレ穴へ絡んでそのまま入るケースの方が多い。
大当たりとなる3つ穴クルーン経由後に下段チューリップを開放させる入賞口は、2個同時に入賞した場合や、大当たり中に再度入賞となってしまった場合でも損はしないようになっている。
この入賞口はチューリップとは繋がっていないので、大当たり中に再度入賞してもカウントは行われず、盤面左にある抽選用デジタルのラッキナンバーが変動するだけである。
この仕様により、大当たり中に再度下段チューリップを開放させる入賞口に入賞した場合でも、大当たりが最初に戻ることはない。
3つ穴クルーンを搭載した当時のスーパーコンビは、台の寝かせでクルーンの振り分け率を1/3から1/18まで落とすこともできた。スーパーコンビ同様のクルーンを搭載している本機でも、台の寝かせの見極めは重要な点となる。
同時期に発売された機種として、SANKYOから1996年に発売されたフィーバー花札や大同(現:ビスティ)から1995年に発売されたフィーバーデジパロン Dなどがある。

## スペック
- ミサイル7-7-6 D
  - 賞球数 ALL15

## 演出
3つ穴クルーンの手前中央の穴に入賞し大当たりになると、最初に盤面下段の「7」と描かれているチューリップが開放される。その後、右打ちでこの開放された下段チューリップに入賞すると、「7」と描かれている中段のチューリップが開放される。この中段チューリップに入賞すると、上段の「6」と描かれているチューリップが開放される。このそれぞれ描かれている数字は規定入賞数となっており、下段と中段のチューリップは7個入賞したら閉じ、上段のチューリップは6個入賞したら閉じる仕様である。上段チューリップが閉じたら中段へ入賞させ再び上段チューリップを開放させて出玉を獲得していく。中段チューリップが閉じたら下段チューリップに入賞させ、中段と上段のチューリップを開放させていくという動作を繰り返して出玉を獲得していくゲーム性である。下段チューリップの入賞数が7個になるまでこの動作は繰り返される。

上段チューリップが開いている状態の時は、中段と下段のチューリップには入賞しづらく、上段が閉じ、中段が開いている状態の時は下段チューリップには入賞しづらいゲージ構成となっている。
上段および中段が閉じている時は、そのまま下段チューリップまで玉が運ばれる。この下段チューリップへの入賞を始めとして、上段は6回の開放を49セット、中段は7回の開放を7セット、下段は7回の開放を行う。
順番に入賞させていくことが出来れば最大の出玉を獲得することが可能となる。

チューリップは、玉が1個入賞するたびに一旦閉じる仕組みである。この瞬間、連動に繋がらない入賞（上段が開いている時の中段への入賞や、中段が開いている時の下段への入賞）をしてしまうことがあるので、止め打ちで1個ずつ打ち出す方が最大出玉を獲得しやすい。
止め打ちは大当たりを消化する時間がかかってしまうので、大当たり回数を重視する場合などは止め打ちはせずに打つなど、状況に応じた打ち方が問われる機種でもあった。

大当たり中に流れるBGMは、映画スティングの主題曲「エンターテイナー」である。

## コンシューマ移植
- SANKYO FEVER実機シミュレーションS Vol.1(セガサターン用)
  - 『SANKYO FEVER実機シミュレーションS Vol.1』(セガサターン用、ティー・イー・エヌ研究所、1997年4月4日発売、T-32101G、JAN-4997940210018)にミサイル7-7-6 Dが収録。

## サウンドトラック
- 『SANKYO FEVER SOUNDS ザ・パチンコ・ミュージック・フロム・SANKYO 6』 キングレコード、1998年8月21日。KICA-1214。
  - BGMが収録されている。